# Bedfordshire County Football League
The Bedfordshire County Football League är en engelsk fotbollsliga. Den har fyra divisioner och toppdivisionen Bedfordshire Football League Premier Division ligger på nivå 11 i det engelska ligasystemet. Vinnaren av Premier Division kan ansöka om uppflyttning till United Counties Football League eller Spartan South Midlands Football League.

## Premier Division Mästare
| Säsong  | Premier Division             |
| ------- | ---------------------------- |
| 2000/01 | Caldecote FC                 |
| 2001/02 | Caldecote FC                 |
| 2002/03 | North Park Rangers FC        |
| 2003/04 | Elstow Abbey FC              |
| 2004/05 | Caldecote FC                 |
| 2005/06 | Caldecote FC                 |
| 2006/07 | Westoning Recreation Club FC |
| 2007/08 | Campton                      |
| 2008/09 | Caldecote FC                 |
| 2009/10 | Blunham                      |
| 2010/11 | Blunham                      |
| 2011/12 | Shefford Town & Campton      |
| 2012/13 | Caldecote FC                 |
| 2013/14 | AFC Oakley Sports M&DH       |
| 2014/15 | Renhold United               |
| 2015/16 | AFC Oakley Sports M&DH       |
| 2016/17 | Flitwick Town                |
| 2017/18 | Shefford Town & Campton FC   |
| 2018/19 | Shefford Town & Campton FC   |
| 2019/20 |                              |